# Juan Coll y Pujol
Juan Coll y Pujol (Barcelona, 27 de noviembre de 1841-Barcelona, 8 de mayo de 1910) fue un político conservador y jurista español, diputado y senador en las Cortes de la Restauración y alcalde de Barcelona en varias ocasiones.

## Biografía

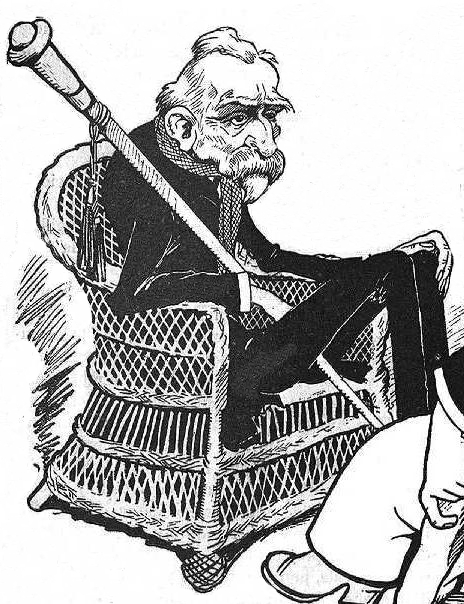
Caricaturizado en L'Esquella de la Torratxa (julio de 1909).

Nacido el 27 de noviembre de 1841 en la Ciudad Condal, estudiaría Derecho en la Universidad de Barcelona, centro en el que sería nombrado catedrático de Derecho Penal en 1885.
Resultó elegido diputado en Cortes por Barcelona en las elecciones de 1896. Entre 1899 y 1905 fue senador electo por la provincia de Barcelona.
Desempeñó el cargo de alcalde de Barcelona en 5 ocasiones: entre julio de 1884 y diciembre de 1885, entre julio de 1890 y julio de 1891; entre julio y octubre de 1897; entre noviembre de 1900 y marzo de 1901 y entre julio de 1909 y noviembre de 1909, coincidiendo su último mandato con los sucesos de la Semana Trágica.
Falleció el 8 de mayo de 1910 en su ciudad natal.